# Johan Pehr Schneider
Johan Pehr Schneider, född 10 augusti 1757 i Norrköping, Östergötlands län, död 6 september 1820 i Dagsbergs församling, Östergötlands län, var en svensk präst.

## Biografi
Schneider föddes 1757 i Norrköping. Han var son till kantor Johan Samuel Schneider och Anna Holm i Hedvigs församling. Schneider studerade i Norrköping och Linköping. Han avled höstterminen student vid Lunds universitet och 1781 vid Uppsala universitet. Schneider prästvigdes 22 september 1782 och blev samma år hovpredikant hos Fredrik Adolf, hertig av Östergötland. Han avlade 21 juni 1785 pastoralexamen i Uppsala och blev 1 mars 1788 bataljonspredikant vid Kungliga livgardet. Den 22 mars 1790 blev han kyrkoherde i Dagsbergs församling (extra sökande), tillträde 1791. Han blev 26 februari 1800 prost. Schneider avled 1820 i Dagsbergs församling.

### Familj
Schneider gifte sig 30 januari 1796 med Maria Catharina Fritz (född 1771). Hon var dotter till stadsfälskär Fredric Fritz och Maria Wangel i Norrköping. De fick tillsammans sonen Per Fredric Wilhelm Snejder (född 1796).